# Josep Pau Ballot y Torres
José Pablo o Josep Pau Ballot Torres (Barcelona, 1747- Barcelona, 21 de octubre de 1821) fue un escritor y gramático español.

## Biografía
Sacerdote jesuita, fue profesor del Colegio de Cordelles o Seminario de Nobles de Barcelona y catedrático de Retórica y Poética del Colegio episcopal de esa misma ciudad, donde también organizó el estudio de la lengua castellana, ustituyendo los Rudimentos de la Gramática castellana de S. Puig por su propia Gramática de la lengua castellana dirigida a las escuelas (1796) que dedicó al nuevo obispo Eustaquio de Azara y alcanzó numerosas reimpresiones, aunque es recordado sobre todo por su más famosa Gramática y apología de la llengua cathalana  (Barcelona: Joan Francisco Piferrer, s. a. pero entre 1813 y 1815). Empezó a escribir esta obra en 1810, cuando el país se hallaba invadido por los franceses, cuando el Diario de Barcelona se publicaba a dos columnas en catalán y en francés. Se publicó por pliegos entre 1813 y 1815. 
Ballot fue un gran defensor del uso del catalán, cuyo punto de perfección creyó encontrar en el siglo XVII, y se considera actualmente el autor de la primera gramática exclusiva de esta lengua y escrita en esa misma lengua, en la que estudió sus distintos elementos y combinaciones, incluyó un estudio de su origen y un sucinto vocabulario etimológico; se preocupó sobre todo de los problemas ortográficos relacionados con los pronombres átonos y no admitió el pretérito perifrástico ni el artículo el, que consideró dialectal. Hasta entonces, por ejemplo con la Gramatica cathalana breu i clara de Lorenzo Cendrós en 1676, las gramáticas catalanas se habían compuesto solamente como apoyo para mejor estudiar otras gramáticas, en especial la latina; Ballot se constituyó así en referente de la Renaixença y en precursor del nacionalismo lingüístico y cultural catalán, aunque ya Juan Petit Aguilar estaba escribiendo otra que quedó manuscrita. Su propósito era demostrar que el catalán no era una lengua "inferior a les de les altres nacions", y aún más, quería asegurar su pervivencia y demostrar que era un idioma que podía "subjectar-se a regles" para desacreditar, así, a los que decían que era una parla "inculte i bàrbar, sense gramàtica i incapaç de tenir-ne". Fue miembro honorario de la Real Academia Española.

## Obras
- Discurso sobre la criança racional y cristiana. Barcelona, 1782.
- Reflexiones oportunas para el uso y manejo de la llengua latina. Barcelona, Eulalia Piferrer, 1782.
- Lecciones de leer y escribir para la Escuela de Primeras Letras . Barcelona, Vda. de Piferrer, 1787.
- Plan de educación o modo de aprender la llengua latina. Barcelona, 1803.
- Verdaderos principios de leer la llengua castellana y latina. Barcelona, Piferrer, 1806.
- Gramatica y apologia de la llengua cathalana. Barcelona, Juan Francisco Piferrer, 1814.
- Lógica y arte de bien hablar. Barcelona, Juan Francisco Piferrer, ca. 1815.
- Art de parlar ab Deu en la hora de la mort. Barcelona, A.Brusi, 1815.
- Pasatiempos de un gotoso en los ratos de tolerància. Razonamientos morales y literarios. Barcelona, Imp. Brusi, 1816.
- Cartilla de la llengua castellana y latina. Barcelona, Juan Francisco Piferrer, 1816.
- Compendio de la gramática filosòfica y razonada de la llengua castellana. Barcelona, 1818.
- Ensayo analítico y razonado de la Oración de Cicerón por la vuelta de M. Marcelo. Barcelona, Juan Francisco Piferrer, 1818.
- Principios de la llengua castellana con su correspondència francesa para los estranjeros. Barcelona.
- Gramática de la llengua castellana. Barcelona, Juan Piferrer, 1819.
- Plan de educación primaria, doméstica y adaptable a las escuelas particulares. Barcelona: Joan Francesc Piferrer, 1820.
- El naturalista convencido. Barcelona.